# وان چای
ون چای (به لاتین: Wan Chai District) یک سکونتگاه مسکونی در جمهوری خلق چین است که در جزیره هنگ کنگ واقع شده‌است.

## خصوصیات
ون چای ۹٫۸ کیلومترمربع مساحت و ۱۵۵٬۱۹۶ نفر جمعیت دارد.